# آق‌چه‌کند
آق‌چه‌کند روستایی است که در استان اردبیل، شهرستان اردبیل، بخش مرکزی، دهستان کلخوران قرار دارد.

## جمعیّت
بر اساس سرشماری سال ۱۳۸۵ جمعیّت این روستا ۵۶۷ نفر با ۱۲۶ خانوار بوده‌است.